# سجاد ساروق
سجاد ساروق (بالفارسية: قالى ساروق): هو نوع من السجاد العجمي (الإيراني) من محافظة مركزي (استان مركزي) في إيران.
سجاد ساروق هو السجاد المصنع في قرية ساروق وفي مدينة اراك بإيران، وكذلك في المناطق الريفية المحيطة. بدأ إنتاج هذا السجاد منذ أوائل القرن الماضي، ويعود الفضل في الانتشار السريع لسجاد ساروق إلى السوق الأمريكية. وتم إنتاج سجاد «الساروق المصبوغ» أو ما يعرف بـ «الساروق الأميركي» في الفترة بين 1910 إلى 1950. وقد جذبت التصاميم المنحنية الخطوط والمتأثرة بالأزهار المستهلك الأميركي.